# Пекошув (гміна)
Гміна Пекошув (пол. Gmina Piekoszów) — місько-сільська гміна у східній Польщі. Належить до Келецького повіту Свентокшиського воєводства.
Станом на 31 грудня 2011 у гміні проживало 15966 осіб.

## Територія
Згідно з даними за 2007 рік площа гміни становила 102.48 км², у тому числі:
- орні землі: 73.00%
- ліси: 17.00%

Таким чином, площа гміни становить 4.56% площі повіту.

## Населення
Станом на 31 грудня 2011:
| Опис     | Загалом | Загалом | Чоловіки | Чоловіки | Жінки | Жінки |
| -------- | ------- | ------- | -------- | -------- | ----- | ----- |
| одиниця  | осіб    | %       | осіб     | %        | осіб  | %     |
| все      | 15966   | 100     | 7876     | 49.33    | 8090  | 50.67 |
| міське   | 0       | 100     | 0        |          | 0     |       |
| сільське | 15966   | 100     | 7876     | 49.33    | 8090  | 50.67 |

## Сусідні гміни
Гміна Пекошув межує з такими гмінами: Лопушно, Малоґощ, Медзяна Ґура, Новіни, Стравчин, Хенцини.